# Manuel Zarzo
Manuel Zarzo, pseudonimo di Manuel López Zarza, spesso accreditato come Manolo Zarzo (Madrid, 26 aprile 1932 – Madrid, 16 giugno 2025), è stato un attore spagnolo.

## Biografia
Manuel Zarzo iniziò la carriera d'attore negli anni Cinquanta in diversi ruoli da comprimario, specializzatosi maggiormente nel genere d'azione e d'avventura, e lavorando spesso in co-produzioni italiane al fianco di attori già noti al pubblico.
Tra i ruoli più significativi per il quale l'attore divenne maggiormente noto in Italia, vi fu quello di Pedro Tomeo in Riusciranno i nostri eroi a ritrovare l'amico misteriosamente scomparso in Africa? dove interpretò un imbroglione che approfitta della buona fede dei due protagonisti (Alberto Sordi e Bernard Blier) giunti in Africa alla ricerca vana del cognato (Nino Manfredi) del primo dei due.
Seppur in ruoli minori, Manuel Zarzo diede prova del suo talento in diversi altri generi spazianti dalla commedia all'italiana (tipici esempi furono il ruolo di Camillo Magnaghi nell'episodio Domenica in Sabato, domenica e venerdì e quello di Ralph Morisco in L'emigrante) fino a giungere al western (uno dei fratelli Masters in Il piombo e la carne) e alla commedia beffante il genere spionistico (lo spagnolo Alfonso in Sette uomini d'oro e nel suo seguito Il grande colpo dei 7 uomini d'oro).
Dopo la parentesi che lo vide collaborare nel cinema italiano a cavallo tra gli anni Sessanta e gli anni Settanta, Manuel Zarzo a partire dal decennio successivo diradò gli impegni cinematografici in favore di ruoli che lo videro interprete sul piccolo schermo per diverse serie televisive spagnole in veste spesso di caratterista secondario.

## Vita privata
Manuel Zarzo si sposò nel 1959 ed ebbe cinque figli, tra cui gli attori David Zarzo e Flavia Zarzo.

## Filmografia parziale
- Sfida selvaggia (El llanero), regia di Jesús Franco (1963)
- I cavalieri della vendetta (Llanto por un bandido), regia di Carlos Saura (1963)
- Il piombo e la carne, regia di Marino Girolami (1964)
- 317º battaglione d'assalto (La 317ème section), regia di Pierre Schoendoerffer (1965)
- Lo sceriffo che non spara, regia di José Luis Monter e Renato Polselli (1965)
- Missione Caracas (Mission spéciale à Caracas), regia di Raoul André (1965)
- Sette uomini d'oro, regia di Marco Vicario (1965)
- Madamigella di Maupin, regia di Mauro Bolognini (1966)
- Il grande colpo dei 7 uomini d'oro, regia di Marco Vicario (1966)
- 7 pistole per i MacGregor, regia di Franco Giraldi (1966)
- The Bounty Killer, regia di Eugenio Martín (1966)
- Un treno per Durango, regia di Mario Caiano (1968)
- Grazie amore mio (Volver a vivir), regia di Mario Camus (1968)
- Uno scacco tutto matto, regia di Roberto Fizz (1968)
- Commando suicida, regia di Camillo Bazzoni (1968)
- Riusciranno i nostri eroi a ritrovare l'amico misteriosamente scomparso in Africa?, regia di Ettore Scola (1968)
- 7 eroiche carogne (Comando al infierno), regia di José Luis Merino (1969)
- Il prezzo del potere, regia di Tonino Valerii (1969)
- Dramma della gelosia (tutti i particolari in cronaca), regia di Ettore Scola (1970)
- Commando di spie (Consigna: matar al comandante en jefe), regia di José Luis Merino (1970)
- L'arciere di fuoco, regia di Giorgio Ferroni (1971)
- La spada normanna, regia di Roberto Mauri (1971)
- Mio caro assassino, regia di Tonino Valerii (1972)
- I due volti della paura (Coartada en disco rojo), regia di Tulio Demicheli (1972)
- Fuori uno... sotto un altro, arriva il Passatore, regia di Giuliano Carnimeo (1973)
- L'emigrante, regia di Pasquale Festa Campanile (1973)
- Un tipo con una faccia strana ti cerca per ucciderti (Ricco), regia di Tulio Demicheli (1973)
- Il consigliori, regia di Alberto De Martino (1973)
- Ordine Interpol: senza un attimo di tregua (Gott schützt die Liebenden), regia di Alfred Vohrer (1973)
- La pazienza ha un limite... noi no!, regia di Franco Ciferri (1974)
- La testa del serpente (El clan de los inmorales), regia di José Gutiérrez Maesso (1975)
- Dick Turpin, regia di Fernando Merino (1974)
- Incontri con gli umanoidi (Encuentro en el abismo), regia di Tonino Ricci (1979)
- - Domenica - episodio di Sabato, domenica e venerdì, regia di Pasquale Festa Campanile (1979)
- Incubo sulla città contaminata, regia di Umberto Lenzi (1980)
- Buitres sobre la ciudad, regia di Gianni Siragusa (1981)
- L'indiscreto fascino del peccato (Entre tinieblas), regia di Pedro Almodóvar (1983)

## Doppiatori italiani
- Cesare Barbetti in The Bounty Killer, Il prezzo del potere
- Pino Colizzi in L'arciere di fuoco, L'emigrante
- Luciano Melani in Fuori uno... sotto un altro, arriva il Passatore
- Sandro Iovino in Sabato, domenica e venerdì
- Sergio Graziani in 7 pistole per i MacGregor
- Pino Locchi in Un treno per Durango